# Кометал Гьорче Петров
Гандбольний клуб «Кометал Гьорче Петров» (мак. Ракометен Клуб Кометал Ѓорче Петров) — жіночий гандбольний клуб зі Скоп'є (Республіка Македонія).

## Історія
У 1979 році в Скоп'є з'явився гандбольний клуб «Герче Петров», який з 1992 року 17 разів ставав чемпіоном країни, 16 разів вигравав Кубок Македонії (окрім поразки в 1994 році). У 2002 році клуб, уперше у своїй історії, виграв  Лігу чемпіонів ЄГФ, здолавши угорський клуб «Ференцварош» (також він виходив до фіналу у 2000 та 2005 роках), а в 2002 році виграв Кубок чемпіонів ЄГФ. У команди був свій гімн.
16 вересня 2011 року клуб було розформовано у зв'язку з відсутністю фінансування. Його правонаступником вважається команда «Гьорче», яка виступає у Першій жіночій лізі гандболу Північної Македонії, але вже без назви «Кометал».

## Титули
- Чемпіони Македонії: 1993, 1994, 1995, 1996, 1997, 1998, 1999, 2000, 2001, 2002, 2003, 2004, 2005, 2006, 2007, 2008, 2009
- Переможці Кубка Македонії: 1993, 1995, 1996, 1997, 1998, 1999, 2000, 2001, 2002, 2003, 2004, 2005, 2006, 2007, 2008, 2009
- Переможці Ліги чемпіонів ЄГФ: 2002
- Переможці Кубка чемпіонів ЄГФ: 2002

## Відомі гравці
- Ана Кароліна Аморім
- Мір'єта Байрамоська
- Материнка Гьоргьєвська
- Єлена Гьоргьєвська
- Ленче Ілкова
- Драгіца Кресоя
- Наташа Младеновська
- Савіца Мркік
- Олена Цигиця
- Гонджа Нахдживанли
- Симона Ніколовскі
- Алегра Охоланга
- Драгана Пецевська
- Юлія Портянко-Ніколич
- Марія Стерова
- Іва Стойковська
- Веселинка Треноска
- Клара Боєва
- Індіра Кастратович-Якупович
- Гордана Нацева
- Андріяна Будимир
- Ольга Буянова
- Наталія Тодоровська
- Валентина Радулович
- Люмініца Діну-Хуцупан
- Еліз Езель
- Тетяна Медвед
- Анжела Платон